# Moones
Cet article possède des paronymes, voir Loones et Toones.
Moones est un groupe de pop rock britannique. Il ne compte qu'un seul EP, Better than Ice Cream.

## Biographie
Le groupe est essentiellement connu pour son single Better Energy, son clip, et un des enregistrements de ce single où ils sont filmés plusieurs fois de suites après avoir consommés 20, 40, 60 et 80 bières,. Un autre clip, celui du morceau Universal Remote Control, est également tourné et publié en juin 2013.
Les membres sont Ollie Kristian, chanteur et compositeur, Laurent Barnard, guitariste également membre de Gallows, Tariq Khan, claviériste, et Elliott Dunster, bassiste. Le clip de Better Energy est réalisé par Peter Sluszka via plusieurs techniques dont l'animation de pâte à modeler, en stop motion et en pixilation.

## Discographie

### EP
- 2013 : Better than Ice Cream

### Singles
- 2013 : Better Energy
- 2013 : Roll a Penny
- 2013 : Universal Remote Control